# 李选生
李选生（1956年10月—），男，汉族，青海湟中人，中华人民共和国政治人物，曾任青海省政协副主席，中共黄南州委书记。